# 董如奉
董如奉（1882年—？年），字杏村，直隸省保定府高陽縣人。日本東京高等工業學校畢業，宣統二年工科進士。

## 生平
光绪三十一年（1905年），先後留學日本宏文學院普通科，東京高等工業預科，東京高等工業學校色染科。
宣統二年(1910年)，參加遊學畢業生考試，得84分，列最優等。九月二日，內閣奉上諭：董如奉著賞給工科進士。
宣統三年(1911年)，廷試一等，經學部考驗列最優等，授職翰林院編修。
後在直隸勸業道任職。民國成立時，調任直隸甲種染織學校校長，民國3年（1914年）染織學校併入直隸公立工業專門學校，董如奉改任該校染織科主任，當其調任工業試驗所所長時，仍在該校兼任教員。
民國元年（1912年），發起成立直隸實業促進會，請改保定補習學校為染織學校。
民國7年（1918年），任直隸工業專門學校染織科主任間，以「辦學著有成績」，獲獎七等嘉禾章。
民國8年（1919年），任直隸工業試驗所所長間，以「辦理實業」，獲獎農商部三等獎章。
民國6年（1917年）9月，任直隸工業試驗所所長，後雖事權嬗變，仍蕭規曹隨。最初幾年，試驗所在穩定中略有發展，至民國10年（1921年），專職人員由17人發展到26人；經試驗所鑒定的物品，年均達300項。同時，還開展了對本省工業原料資源的調查與研究。民國11年（1922年）第一次直奉戰爭爆發，殃及天津，試驗所的房舍被直軍佔用，致使試驗鑒定工作難以正常開展。此後，軍閥混戰連年不息，且政權屢屢更迭，非但房舍常被軍隊佔用，更因經費無著，試驗所的職員，多以兼職維持生活；試驗工作，實際上處於癱瘓狀態。直到民國17年（1928年）8月，北伐戰爭結束後，新改制的河北省建設廳廳長溫壽泉，下令恢復直隸工業試驗所並改名河北省工業試驗所，仍由董如奉任所長。董如奉先是向天津警備司令部和平津衛戍總司令部交涉將駐紮試驗所的第三集團軍的補充大隊調走；同時，重新擬訂章程，將試驗所調整為三課：分析課(原礦業科並入)、化學工業課(原染織科並入)和窯業課。接著動員部分原職人員復任，至民國18年（1929年）調任。
民國17年（1928年）10月,河北省商品陳列所改為國貨陳列館，所長董如奉辭職。
民國18年（1929年）1月21日，任河北省政府工商廳技正
民國23年（1934年）11月，任保定第六屆國貨展覽會織染工業類審查員
1949年，在河北省立工學院任職。

## 家族
高陽董氏有董懋中（嘉靖十七年進士、光祿寺少卿）、董煜（順治十六年進士、金堂知縣）、董一薰（康熙二十四年、安定知縣）等曾中進士。

## 著作
- 《河北省工業試驗所第一次報告書》，董如奉，河北省工業試驗所
- 「常識:常識數則」 董杏邨 工業學院學報 1934年第1期第226頁
- 「海水深處呈濃青色之理由」 董杏村 工業學院學報(第1冊) 1934第226頁
- 「工廠之鋸形天窗必須北向之理由」 董杏村 工業學院學報(第1冊) 1934第226頁
- 「紅紙之上以濃墨書寫黑字經久注視之後字體變黑綠色之理由」 董杏村 工業學院學報(第1冊) 1934第226頁
- 「物體經水濕潤變暗之理由」 董杏村 工業學院學報(第1冊) 1934第226頁